# Proteuxoa cinctipes
Proteuxoa cinctipes là một loài bướm đêm trong họ Noctuidae.